# Фамарь (дочь Давида)
Фама́рь др.-евр. תָּמָר‬, Тамар, дословно — «финиковая пальма») — царевна Израиля, дочь царя Давида в Библии. Была изнасилована единокровным (один отец, разные матери) братом Амноном.

## Библейское повествование

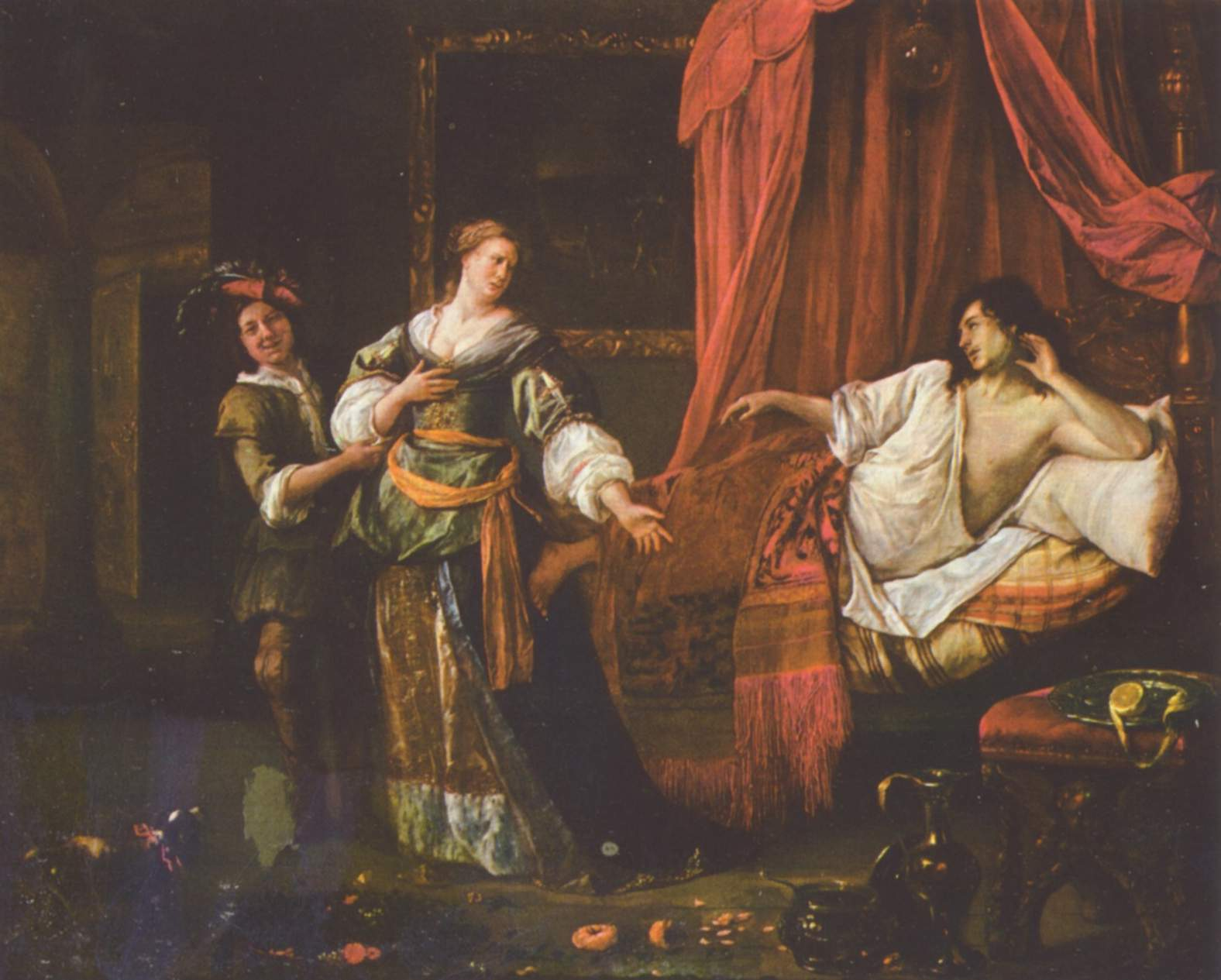
Амнон и Фамарь

Фамарь была дочерью царя Давида и Маахи, которая была дочерью Талмая, царя Гессура. Авессалом приходился ей братом по отцу и матери, а Амнон — братом по отцу.
Согласно Библии, Амнон стал одержим Фамарью, которая была красива, как и её брат Авессалом. Друг и двоюродный брат Амнона Ионадав придумал уловку: Амнон притворился больным и попросил Фамарь приготовить ему еду. Когда она принесла её ему в его комнату, Амнон потребовал от неё секса. Несмотря на её яростный отказ, он изнасиловал её. После этого Амнон обошёлся с ней пренебрежительно и отослал её домой, ненавидя её больше, чем любил. Опустошённая, Фамарь разорвала свою одежду и посыпала лоб пеплом. Она пошла к Авессалому, который безуспешно пытался утешить её. Когда Давид услышал о её изнасиловании, он был разгневан, но ничего не предпринял. Два года спустя Авессалом отомстил, убив Амнона, а затем бежал в Гессур.

## В раввинской литературе
Мудрецы Мишны указывают, что любовь Амнона к Фамари, его сводной сестре, возникла не из истинной привязанности, а из страсти и похоти, из-за чего, достигнув своего желания, он сразу же «возненавидел её чрезвычайно». «Всякая любовь, которая зависит от какой-то конкретной вещи, прекращается, когда эта вещь прекращается; такова была любовь Амнона к Фамари». Любовь Амнона к Фамари, однако, не была таким преступлением, как обычно предполагают: ибо, хотя она и была дочерью Давида, её мать была военнопленной, которая ещё не стала еврейкой; следовательно, Фамарь также не вошла в еврейскую общину. Случай с Амноном и Фамарью был использован мудрецами как оправдание своего правила, согласно которому мужчина ни в коем случае не должен оставаться один в обществе женщины, даже незамужней.
Согласно Вавилонскому Талмуду, ненависть Амнона к Фамари была вызвана тем, что соприкосновение его полового органа с её волосами привело к тому, что он стал евнухом, и его смерть была наказанием от Господа за его действия.